# Райдуга (фільм, 1943)
«Райдуга» (рос. «Радуга») — український радянський художній фільм 1943 року режисера Марка Донського, екранізація однойменної повісті Ванди Василевської. Прем'єра фільму відбулася 24 січня 1944.
Займає 29-у позицію у списку 100 найкращих фільмів в історії українського кіно.

## Сюжет
Під час німецько-радянської війни проста українська жінка Олена Костюк стає партизанкою. Потрапивши до рук ворогів, вона витримує нелюдські муки, катування, смерть своєї новонародженої дитини, але не видає товаришів.

## У ролях
- Наталія Ужвій — Олена Костюк
- Олена Тяпкіна — Федосья
- Валентина Івашова — Ольга, вчителька
- Ніна Алісова — Пуся, сестра Ольги, дружина лейтенанта Кравченка, коханка коменданта
- Антон Дунайський — дід Євдоким Охапка
- Ганна Лисянська — Малючиха
- Ханс Клерінг — комендант Курт Вернер
- Микола Братерський — староста Петро Гаплик
- Володимир Чобур — лейтенант Сергій Кравченко
- Вітя Виноградов — Ведмедик, син Малючихи
- Алік Летичівський — Сашка, син Малючихи
- Вова Пономарьов — молодший син Малючихи
- Емма Перельштейн — дочка Малючихи
- Юлія Ткаченко
- Ніна Лі
- Єлизавета Хуторна — Грохачиха
- Аполлон Осенев — символічний Адольф Гітлер

## Історія створення
Фільм знімався в 1943 році в Ашгабаті на стадіоні, засипаному сіллю, яка замінила сніг.

## Нагороди
Незважаючи на поширену в пресі інформацію, фільм ніколи не отримував американської премії «Оскар», оскільки цю премію в номінації «Кращий фільм іноземною мовою» вперше було вручено тільки в 1947 році. Але картину було відзначено Головним призом асоціації кінокритиків США і Вищою премією газети «Daily News» «За кращий іноземний фільм в американському прокаті 1944 року», а також призом Національної ради кінооглядачів США.